# Dream (Hawklords)
Dream is een studioalbum van Hawklords. Sinds de reünie in 2011/2012 verscheen er weer nieuw werk van deze band. De moederband Hawkwind bracht ook nieuw materiaal uit. Voor de muziek geldt dat de Hawklords op de oude voet verdergingen, rechttoe rechtaan spacerock. Ten  opzichte van het vorige album is Steve Swindells uit de band verdwenen.

## Musici
- Harvey Bainbridge – synthesizers, zang
- Dave Pearce – slagwerk
- Jerry Richards – gitaar, synthesizers, zang
- Adrian Shaw – basgitaar, synthesizers, effecten
- Ron Tree – zang, effecten

Met
- John Constable/John Crow – spreekstem
- Paul Hayles – arpeggiosynthesizer ‘’Nowhere everyweher”

## Muziek
| Nr. | Titel                            | Duur |
| --- | -------------------------------- | ---- |
| 1.  | Dream a dream (Hawklords)        | 7:32 |
| 2.  | D.N.A. (Hawklords)               | 3:39 |
| 3.  | Elemental mind (Hawklords)       | 4:38 |
| 4.  | Nowhere everywhere (Hawklords)   | 4:45 |
| 5.  | I.D.Man (Hawklords)              | 2:50 |
| 6.  | Nature’s dance (Hawklords, Crow) | 6:55 |
| 7.  | Nature’s dance code (Hawklords)  | 1:57 |
| 8.  | White rag (Hawklords)            | 6:20 |
| 9.  | Dead air (Hawklords)             | 2:51 |
| 10. | Psychic eyes (Hawklords)         | 7:00 |